# 加藤綾
加藤 綾（かとう あや、1983年3月4日 - ）は、三重県津市出身の競艇選手。登録番号4300。身長160cm。血液型A型。95期。A2レーサー。師匠は桐本康臣。

## 来歴
- 三重県津市に生まれ育つ。競艇選手を目指し、高校を卒業してすぐに受験するも不合格。その後、5回目の受験で合格。
- やまと競艇学校を経て、2004年11月10日に津競艇場でデビュー（節間成績：5･6･6･6･5･6･6）。
- 2004年12月16日、多摩川競艇場・一般競走で、6コースからまくり差しを決めデビュー初勝利[1]。
- 2007年10月29日、下関競艇場・女子リーグでデビュー初準優出（4着）。
- 2008年9月7日、津競艇場・レディースチャンピオンカップ（オール女子戦）でデビュー初優出（2号艇・6着）
- 2009年3月3日、尼崎競艇場での「第22回JAL女子王座決定戦競走」にてG1初出場。
- 2011年3月5日、三国競艇場での「第24回女子王座決定戦競走」5日目2RにてG1初勝利[1]。

## 人物・エピソード
- 小さい頃から足が速く、小学から陸上を始め、中学では100・200メートル走、陸上競技の推薦で入学した高校では400メートル走で活躍。高校時代の最高の成績は東海大会での6位、ベストタイムは58秒77。
- 競艇選手になろうと思ったきっかけは、「高校2年くらいの頃、SGをテレビで見てカッコイイなぁと思って憧れました。」との事。
- 試験で不合格となった4回のうち3回は視力が原因（裸眼で0.5しかなかった）によるものであった。視力回復のために様々な手段を尽くしたところ1.0まで視力が回復した。
- 目標の選手は三重支部の先輩である垣内清美と本部めぐみ。将来の夢は「女子王座を取ること」。
- 2009年に津で開催されたMB大賞のメインビジュアルに起用された。
- レース出走の傍ら、犬や猫の保護活動にも力を入れている[1]。